# Ranavalona III
Ranavalona III, o Ranavalo-Manjaka III, nata Razafindrahety (Amparibe, 22 novembre 1861 – Algeri, 23 maggio 1917), è stata regina del Madagascar dal 30 luglio 1883 al 28 febbraio 1897, giorno in cui fu deposta dai francesi, che in seguito fecero dell'isola una propria colonia.

## Biografia
Ancora giovanissima, venne prescelta tra le altre nobili andriana qualificate per succedere alla morte della regina Ranavalona II. Come le regnanti che l'avevano preceduta, Ranavalona sposò per motivi politici un membro della casta Hova di nome Rainilaiarivony, primo ministro del Madagascar, che provvedeva alle esigenze quotidiane del regno e agli affari esteri. Ranavalona tentò di scongiurare la colonizzazione incrementando il commercio e le relazioni diplomatiche del suo regno con gli Stati Uniti e la Gran Bretagna. Gli attacchi dei francesi alle città portuali costiere e l'assalto alla capitale Antananarivo portarono, infine, all'occupazione del palazzo reale nel 1895, ponendo così termine all'indipendenza politica e sovrana dello Stato.
Il nuovo governo coloniale francese esiliò prontamente Rainilaiarivony ad Algeri. Ranavalona e la sua corte inizialmente ottennero il permesso di rimanere come figure simboliche (perfino dopo la dichiarazione ufficiale del Madagascar come colonia francese nell'agosto 1896), ma allo scoppio di una rivolta popolare (nota come "ribellione menalamba") e la scoperta di intrighi anti-francesi intessuti dalla corte, il governatore generale francese Joseph Simon Gallieni decise di esiliare la regina nell'isola di Réunion nel 1897. Rainilaiarivony morì in quello stesso anno e poco dopo Ranavalona venne trasferita nella villa del marito ad Algeri, assieme ad altri membri della casa reale. L'ex sovrana, la sua famiglia e la servitù che l'accompagnava vissero decorosamente, compiendo spesso viaggi a Parigi per diletto o per acquisti. Malgrado le ripetute richieste, Ranavalona non ottenne mai il permesso di tornare in Madagascar. Morì di embolia nella villa di Algeri nel 1917, all'età di 55 anni. Le sue spoglie vennero sepolte ad Algeri, ma 21 anni dopo furono trasferite in Madagascar e poste nella tomba della regina Rasoherina presso il Rova di Antananarivo.
Le vicende della vita di Ranavalona III e dei suoi rapporti con la civiltà occidentale furono, pertanto, burrascose. Ranavalona III fu la quarta sovrana regnante malgascia dopo Ranavalona I, Rasoherina e Ranavalona II, mentre le potenze europee facevano il possibile per colonizzare il Paese.
Nel 1885 firmò un trattato con i rappresentanti del governo di Parigi, concedendo numerosi diritti e concessioni speciali. Sulla base di questa convenzione, la Francia dichiarò l'intero Madagascar suo protettorato, e la Gran Bretagna lo riconobbe in un accordo del 1890.
Nel 1886 Ranavalona cercò il supporto degli Stati Uniti (come previsto dagli usi malgasci, questo tentativo diplomatico fu accompagnato da numerosi doni inviati all'allora presidente degli Stati Uniti Grover Cleveland). Gli Stati Uniti, tuttavia, non dimostrarono la volontà di interessarsi alla questione dell'indipendenza del Madagascar.
Nel 1894 la regina e il suo governo rifiutarono di rispettare gli ordini provenienti dalla Francia e nel 1895 i francesi reagirono inviando un esercito che s'impadronì di Antananarivo senza grandi difficoltà, abolendo, come detto, la monarchia.

## Ascendenza
|                                     |                      |                           | Genitori                           |  |  | Nonni |  |  | Bisnonni |  |  | Trisnonni |  |
|                                     |                      |                           |                                    |  |  |       |  |  | …        |  |  | …         |  |
|                                     |                      |                           |                                    |  |  |       |  |  | …        |  |  | …         |  |
|                                     |                      | …                         |                                    |  |  |       |  |  | …        |  |  |           |  |
| …                                   |                      |                           |                                    |  |  |       |  |  | …        |  |  |           |  |
|                                     |                      | …                         | …                                  |  |  |       |  |  |          |  |  |           |  |
|                                     |                      | …                         | …                                  |  |  |       |  |  |          |  |  |           |  |
|                                     |                      | …                         | …                                  |  |  |       |  |  |          |  |  |           |  |
| Andriantsimianatra                  |                      | …                         |                                    |  |  |       |  |  |          |  |  |           |  |
|                                     |                      | Principe Andriantsavalahy | Principe Andriantsimanazy          |  |  |       |  |  |          |  |  |           |  |
|                                     |                      | Principe Andriantsavalahy | Principe Andriantsimanazy          |  |  |       |  |  |          |  |  |           |  |
|                                     |                      | Principe Andriantsavalahy | …                                  |  |  |       |  |  |          |  |  |           |  |
| Principessa Rabodonandrasana        |                      | Principe Andriantsavalahy |                                    |  |  |       |  |  |          |  |  |           |  |
|                                     |                      | …                         | …                                  |  |  |       |  |  |          |  |  |           |  |
|                                     |                      | …                         | …                                  |  |  |       |  |  |          |  |  |           |  |
|                                     |                      | …                         | …                                  |  |  |       |  |  |          |  |  |           |  |
| Ranavalona III                      |                      | …                         |                                    |  |  |       |  |  |          |  |  |           |  |
|                                     | Andriantsoanandriana | Andriamborosinandriana    |                                    |  |  |       |  |  |          |  |  |           |  |
|                                     | Andriantsoanandriana | Andriamborosinandriana    |                                    |  |  |       |  |  |          |  |  |           |  |
|                                     | Andriantsoanandriana | Randrianjaza              |                                    |  |  |       |  |  |          |  |  |           |  |
| Andriantsirangy, Chief Justice      | Andriantsoanandriana |                           |                                    |  |  |       |  |  |          |  |  |           |  |
|                                     |                      | …                         | …                                  |  |  |       |  |  |          |  |  |           |  |
|                                     |                      | …                         | …                                  |  |  |       |  |  |          |  |  |           |  |
|                                     |                      | …                         | …                                  |  |  |       |  |  |          |  |  |           |  |
| Principessa Raketaka                |                      | …                         |                                    |  |  |       |  |  |          |  |  |           |  |
|                                     |                      | Andriamanambahoaka        | Andrianavalozanajanahary           |  |  |       |  |  |          |  |  |           |  |
|                                     |                      | Andriamanambahoaka        | Andrianavalozanajanahary           |  |  |       |  |  |          |  |  |           |  |
|                                     |                      | Andriamanambahoaka        | Principessa Razakanavalona         |  |  |       |  |  |          |  |  |           |  |
| Principessa Razafinandriamanitra II |                      | Andriamanambahoaka        |                                    |  |  |       |  |  |          |  |  |           |  |
|                                     |                      | Principessa Ramatoarahety | …                                  |  |  |       |  |  |          |  |  |           |  |
|                                     |                      | Principessa Ramatoarahety | …                                  |  |  |       |  |  |          |  |  |           |  |
|                                     |                      | Principessa Ramatoarahety | Principessa Razafinandriamanitra I |  |  |       |  |  |          |  |  |           |  |
|                                     |                      | Principessa Ramatoarahety |                                    |  |  |       |  |  |          |  |  |           |  |